# 倚天屠龍記
『倚天屠龍記』（いてんとりゅうき、簡体字: 倚天屠龙记、拼音: Yǐtiāntúlóngjì）は、中国および中華圏（台湾やシンガポール、マレーシア等の華人社会）で著名な小説家金庸の武俠小説の1つ。
『神鵰剣俠』の続編に当たり、『射鵰英雄伝』から続く「射鵰三部作」の最終章を飾る作品である。

## 概要
1961年から、香港の『明報』に連載された。
物語は14世紀、前作『神鵰剣俠』から、およそ100年を経た元代末期の中国大陸が舞台。「それを手にしたものは武林を制覇し、天下に号令することができる」と言い伝えられる、伝説の倚天剣と屠龍刀を巡る争奪戦に巻き込まれて、幼くして両親を失った主人公張無忌が、邪教とされた明教の教主となって江湖の英雄豪傑を束ね、モンゴル人の元朝の支配に立ち向かい、明朝成立へと導く姿を描いている。
「射鵰三部作」のうち、『射鵰英雄伝』と『神鵰剣俠』が、登場人物の多くが重なるなど、深い繋がりを持っていたのと比べると、この作品の主要舞台となる時代は、『神鵰剣俠』からおよそ100年を経ており、関係性は薄い。ただ、随所で前作の登場人物の子孫が登場する。
この作品の主題は、金庸の作品によく見られる、「正邪の区分とは何か」という問いかけである。主人公張無忌は、
父親の張翠山は、正派武当派の俠客。
母親の殷素素は、正派と敵対し、邪教と恐れられる明教の護教法王の娘。
という設定になっている。張無忌は、相争う両派の板挟みに苦しむことになる。
加えてこの作品で目立つのは、張無忌の優柔不断ぶりである。「射鵰三部作」のそれぞれの主人公を比較すると、
『射鵰英雄伝』の郭靖は、誠実で素朴。
『神鵰剣俠』の楊過は、奔放で情熱的。
と性格に違いはあったが、「女性に対する愛情」という点では、それぞれただ一人の女性のみを愛し、共に躊躇うことはなかった。対する張無忌は、複雑で軟弱な面があり、それは恋愛面において顕著となる。本作では、主人公を巡って4人の美少女が登場し、争奪戦を繰り広げるが、決断力に欠ける張無忌は彼女たちの間をふらふらし、散々翻弄されることになる。

## あらすじ
『神鵰剣俠』からおよそ100年後、中国がモンゴル人の元朝の支配下に置かれていた時代。江湖では、「それを手にした者は武林を制覇し、天下に号令することができる」という、倚天剣と屠龍刀の噂が囁かれ、それを手に入れようとする人々の間で熾烈な争いが繰り広げられていた。その噂とは、
「武林至尊、宝刀屠龍、号令天下、莫敢不従。倚天不出、誰与争鋒」
（武林の至尊、宝刀もて龍を屠り、天下に号令せば、敢(あ)えて従わざる莫(な)し。倚天出でずんば、誰か与(とも)に鋒を争わん）
というものだった。
武当派の開祖・張三丰の三番弟子・兪岱巖は、武当山へ戻る途中、江南で偶然に屠龍刀を巡る争いに巻き込まれ、重傷を負う。
倒れた兪岱巖は、謎の人物の手によって龍門鏢局に身柄を預けられ、武当山へ送り届けられることになる。契約条件は、「謝礼が黄金二千両で、任務に失敗すれば龍門鏢局の一族郎党は皆殺し」というものだった。だが、龍門鏢局の鏢頭都大錦はその条件を呑んで、兪岱巖の護送を引き受ける。
都大錦は、武当山の手前で、武当派を装った正体不明の一団に兪岱巖を引き渡してしまう。張三丰の五番弟子・張翠山に発見された時、兪岱巖は既に再起不能の身となっていた。
事件の真相を探るべく、下山して江南へ向かった張翠山は、杭州で龍門鏢局の人間が皆殺しにされている現場に出くわす。そして、居合わせた少林寺の僧に犯人と疑われてしまう。
やがて張翠山は、西湖の湖上で一人の少女に出会う。その一見たおやかな美女の正体は、邪教と恐れられる明教の一派・天鷹教の教主の娘、殷素素であった。
敵対する立場に身を置きながらも互いに惹かれ合う二人は、やがて銭塘江の河口に浮かぶ島・王盤山島に行き着く。そこでは、天鷹教が手に入れた屠龍刀を披露する会が開かれることになっており、殷素素以下の天鷹教関係者の他、多くの江湖の人間が集まり、互いに腹の内を探り合っていた。
そこへ現れたのが「金毛獅王」と呼ばれる金髪の巨漢、謝遜だった。謝遜は張翠山と殷素素以外の人間を殺そうとし、生き残った者も廃人になってしまう。謝遜は屠龍刀を手に入れ、張翠山と殷素素を船で連れ去る。
張翠山、殷素素、謝遜。この三人の出会いにより、物語が開かれた。

## 登場人物
張無忌
本作品の主人公。武当派張翠山と明教（天鷹教）殷素素の息子。後に明教の第34代教主となる。
趙敏
元朝の紹敏郡主。モンゴル名「ミンミンテムール」。
周芷若
峨嵋派掌門滅絶師太の弟子。後に峨嵋派掌門となる。
殷離
張無忌の従妹で、「白眉鷹王」殷天正の孫。またの名を蛛児。
小昭
「紫衫龍王」ティギス（黛綺絲）の娘。後にペルシャ総教の教主となる。
謝遜
「金毛獅王」の異名を持つ明教四大護教法王にして、張無忌の義父。一家を師父の成崑によって殺されている。
成崑
謝遜の師父にして仇敵。明教を心の底から憎んでおり、その四大護教法王となった弟子に復讐をする。混元霹靂手の異名を持つ。
張三丰
武当派の開祖にして太極拳の創始者。齢百歳を超えており、峨嵋派の創始者・郭襄（『射鵰英雄伝』の主人公・郭靖と黄蓉の娘）と面識があるなど、武林では一目置かれる存在。
武当七俠
張三丰の7人の弟子。宋遠橋、兪蓮舟、兪岱巖、張松渓、張翠山、殷梨亭、莫声谷。義兄弟の契りを結んでいる。
明教四大護教法王
「紫衫龍王」ティギス（黛綺絲）、「白眉鷹王」殷天正、「金毛獅王」謝遜、「青翼蝠王」韋一笑の4人。
明教逍遥二使
明教の光明左使楊逍と光明右使范遥の2人。楊逍は後、第35代目明教教主となる。
玄冥二老
鹿杖客と鶴筆翁の2人。玄冥神掌と言う強力で陰険な技を使う。幼少期の張無忌はこの掌の後遺症で苦しんだ。
楊不悔
楊逍と峨嵋派掌門滅絶師太の愛弟子の紀暁芙の娘。
他多数

## 登場勢力

### 邪教
明教
第33代教主・陽頂天以来教主がいなかったが六大正派との戦いの後張無忌を34代目教主に迎え入れる。魔教と呼ばれ他勢力から迫害されるも第34代教主張無忌により名誉を回復した後、教徒の朱元璋により明王朝が創設される（小説では、明教の明をとりミンと名づけられたとなっている（マニ教を参照））。しかしその力を恐れた朱元璋により壊滅させされた。本部は崑崙山中の光明頂。モデルはマニ教・祆教および白蓮教と思われ、白蓮教の韓山童が明教軍の総司令官として活躍している。
天鷹教
白眉鷹王・殷天正により、創設された明教の一派。教主争いにより明教と分かれたが、六大正派による光明頂総攻撃の時明教の援軍として駆けつけ、教主決定後明教と和解し合併する。殷天正の娘が殷素素のため、張無忌は殷天正の外孫にあたる。

### 六大正派
中国武林における、6つの巨大門派。
武当派
武術の天才・張三丰により創設された門派。太極拳の創始者･張三丰や、彼の愛弟子である武当七俠は「当世一流の使い手」として、武林に名を知らしめている。

少林派
武林に数百年覇を唱えた門派。72の絶技を持っており、その内の1つ「金剛指力」により、兪岱巖は体中の骨を砕かれる。
方丈の空聞の師兄・空見は、金毛獅王・謝遜の七傷拳を13手受けた末に倒れたため、謝遜を仇と追っている。
崑崙派
「剣術においては、六大正派で最も精妙」と言われる門派。
掌門の何太冲は妾を5人も持つ好色漢で、妻に毒殺されかけた所を、幼少期の張無忌により救われる。
峨嵋派
六大正派では、唯一、代々の掌門が女性の門派。
3代目掌門・滅絶師太は、義兄を金毛獅王・謝遜により殺されており、明教を心の底から憎んでいる。
本作の重要アイテムである「倚天剣」を、初代掌門・郭襄の代から滅絶師太の代まで所有していた。
華山派
この本には、ほとんど記述がない門派。華山二老と呼ばれる二人の使い手がおり、1人はのっぽ1人はちびと書かれている。
掌門の鮮于通は腕は二流だが頭がきれ、毒で人を苦しめようとし、誤って自分が毒を吸ってしまう。
崆峒派
七傷拳を使う門派。しかし、七傷拳を書いた秘伝の武芸書を、仇討ちのために用いようとした金毛獅王・謝遜により奪われてしまう。
崆峒五老という使い手がいる。

### その他
丐幇
江湖に巨大勢力を誇り、明教とは昔からの仇敵。4人の長老がいる。
幇主・史火龍は、郭襄（峨嵋派祖師）の父郭靖が使ったとされる「降龍十八掌」の内の十三掌を使いこなす。しかし、手下の陳友諒と、その師父である混元霹靂手・成崑の計略により殺されてしまい、丐幇はその企みに操られる。
この後、明教と和解し、史火龍の一人娘・史紅石が当主となる（その後見人に明教教主・張無忌がつく）。
史紅石を救う人物として、前作『神鵰剣俠』の古墓派の流れを引く、謎の女性が作中に登場する（この女性の正体については、女性自身が「楊姓」であることが示唆されていることから、前作『神鵰剣俠』の主人公・楊過とヒロイン・小龍女の血を引く子孫という推測がある）。

## キーワード
屠龍刀
持っている者は武林至尊とされる宝刀。小振りだがかなり重い。その切れ味は抜群で、倚天剣以外に太刀打ちできる武器は無い。激しい争奪戦によって、次々と持ち主を変えた。
倚天剣
屠龍刀と並ぶ切れ味抜群の剣。鞘を払わなくても物が切れる。元々は峨嵋派の下にあった。
九陽真経
長い年月を経て、猿の腹に埋め込まれていたものを張無忌が入手。全四巻を五年かけて会得した。これによって玄冥神掌の傷も癒え、彼は武林最強の俠客として名を馳せるようになる。
乾坤大挪移
明教教主に伝えられる強力な奥義。修練を焦ると死に至る。明教アジトの地下室で張無忌が見つけ、短期間で習得してしまった。
太極拳・太極剣
張三丰によって生み出された武当派の奥義。
七傷拳
崆峒派の必殺技。撃った相手の経脈をことごとく破壊する。しかし、内力が伴わなければ自分を傷つけてしまう。
九陰真経
前作から百年近い時が経っているため、長らく江湖から失われていたが……。

## 誤訳問題
作中では、「九陽真経」と「九陰真経」という、非常によく似た名称の武術書が登場するが、徳間書店から出版されている日本語訳では本編の途中から「九陰真経」と「九陽真経」の表記でかなりの混乱が見られる。
最終的に、全ての表記が「九陽真経」の方に統一されてしまっており、本来は100年ぶりに「九陰真経」が発見されなければならないシーンで、なぜか「九陽真経」が発見され、（すでに九陽真経を習得済みであるはずの）張無忌が「これは凄い武術だ！」と感嘆するなど、ほとんど理解不能の展開に陥る。それに伴い、日本語版では「九陽白骨爪」（正しくは「九陰白骨爪」）など本来は存在しなかった武術が存在してしまっている。
なお、この誤訳は単行本・文庫版ともに訂正はされていない。

## 書誌情報
単行本
- 徳間書店、岡崎由美 監修、林久之、阿部敦子 訳

1. 呪われた宝刀　2000年12月31日。ISBN 4-19-861279-X
2. 黒い刻印　2001年1月31日。ISBN 4-19-861295-1
3. 盟主の条件　2001年2月28日。ISBN 4-19-861306-0
4. 魔女と魔剣と　2001年3月31日。ISBN 4-19-861321-4
5. 選ばれし者　2001年4月30日。ISBN 4-19-861332-X

文庫本
- 徳間文庫「金庸武侠小説集」、同上

1. 呪われた宝刀　2008年1月5日。ISBN 978-4-19-892718-9
2. 黒い刻印　2008年1月5日。ISBN 978-4-19-892719-6
3. 盟主の条件　2008年2月1日。ISBN 978-4-19-892739-4
4. 魔女と魔剣と　2008年3月7日。ISBN 978-4-19-892754-7
5. 選ばれし者　2008年4月4日。ISBN 978-4-19-892766-0

## 映像化作品
映画
- 『倚天屠龍記』 香港 1963年 - 張瑛（張無忌）※日本未公開
- 『倚天屠龍記』 香港 1965年 - 林家声（張無忌）※日本未公開
- 『倚天屠龍記』 香港 1978年 - イー・トンシン（張無忌）※日本未公開
- 『カンフー・カルト・マスター 魔教教主』（原題：倚天屠龍記之魔教教主） 香港 1993年 - ジェット・リー（張無忌）、チョン・マン（趙敏）、ジジ・ライ（周芷若）

テレビドラマ
- 『倚天屠龍記』 無綫電視（TVB） 香港 1979年 - アダム・チェン（張無忌）、リザ・ウォン（趙敏）※日本未公開
- 『倚天屠龍記』 台湾電視公司（TTV） 台湾 1984年 - 劉徳凱（張無忌）、劉玉璞（趙敏）※日本未公開
- 『倚天屠龍記』 TVB 香港 1986年 - トニーレオン（張無忌）、黎美嫻（趙敏）※日本未公開
- 『倚天屠龍記』 台湾電視公司（TTV） 台湾 1993年 - 馬景濤（張無忌）、セシリア・イップ（趙敏）※日本未公開
- 『倚天屠龍記』 TVB 香港 2000年 - 呉啓華（張無忌）、ジジ・ライ（趙敏）、余詩曼（周芷若）※日本未公開
- 『倚天屠龍記』 亜環影音 中国 2003年 - アレック・スー（張無忌）、アリッサ・チア（趙敏）※日本未公開
- 『倚天屠龍記』 華誼兄弟・華夏視聴 中国 2009年 - ダン・チャオ（張無忌）、アン・イーシュアン（趙敏）
- 『倚天屠龍記』 華夏視頻、企鵝影視 中国 2019年 - 曾舜晞（張無忌）、陳鈺琪（趙敏）、祝緒丹（周芷若）

コミック
- 『倚天屠龍記』 画：馬栄成 香港